# Antonio Beduzzi
Antonio Beduzzi (ur. 1675 w Bolonii, zm. 4 marca 1735 w Wiedniu) – włoski architekt, inżynier i malarz, który pracował w Wiedniu na początku XVII wieku.

## Najważniejsze prace
- Wnętrze kaplicy w opactwie Melk
- Kościół św. Leopolda w Leopoldsbergu
- Muzeum katedralne w Passawie
- Wiedeński Theater am Kärntnertor (zburzony)
- Freski w wiedeńskim Palais Niederösterreich